# 數學譜系計畫
数学谱系计划（英語：Mathematics Genealogy Project）是一个针对数学家学术谱系的网络数据库。截止至2015年7月，它已整合超过190,600位做出过一定研究贡献的数学科学家的数据。数据库中一个典型数学家的内容包含其毕业年份、母校、博士生导师和其带出的博士学生。
该项目由明尼苏达州立大学教授哈里·库恩斯发起，始于1997年秋。然而在2002年秋天校方停止支持，计划移至北达科塔州立大学。2003年和2005年，该计划分别得到美国数学学会和克雷數學研究所的支持。

## 起源
计划的创始人哈里·库恩斯发起项目的初衷是想知道他博士导师的导师是谁。当时库恩斯是明尼苏达州立大学曼凯托分校的数学教授，1997年秋季网站正式上线，1999年库恩斯退休，2002年秋学校决定不再支持该项目，于是被迫转移到了北达科塔州立大学。自2003年，项目主要在美国数学学会的支援下进行，此外在2005年克雷數學研究所也捐赠了一笔资金。

## 目标
该项目旨在「汇集全世界所有数学家的信息」，对象包括「所有获得数学博士学位的人」。此外项目宣言还提到：「在整个项目中，数学和数学家都是涵盖面很广的词汇。因此，任何来自统计学、计算机科学、哲学或运筹学的数据都欢迎加入其中」。

## 范围
谱系信息主要来自国际学位论文摘要（Dissertation Abstracts International）和美国数学学会通告（Notices of the American Mathematical Society）等来源，但也可能来自任何提供者。该数据库可供检索，每个条目包含了数学家的姓名、毕业院校及其所属国家、毕业年份、学位论文题目、导师和第二导师姓名、其指导过的博士生列表和门生的总数。一些没有博士学位但颇为重要的人物也列入了数据库中，如意大利数学家约瑟夫·拉格朗日。

## 批评
一份发表在《自然》杂志的报道注意到「数学谱系计划的数据是人们自己报告上去的，所以没法保证这一谱系网络是一份完整描述。实际上，有16,147位数学家没有记录在册的导师，其中8,336位没有显示其门生。」此外，报告还宣称：「我们认为，只有那些1900年和1960年间毕业的数学家的信息才是最可靠的。」此外，该网站对于错误信息的修订需要惊人的一个月之久，对于很多明显的，侵犯他人名誉的错误视而不见听而不闻。